# Cross Purposes
Cross Purposes ist das 17. Studioalbum der britischen Heavy-Metal-Band Black Sabbath. Es wurde im Januar 1994 veröffentlicht.

## Entstehung und Stil
Nach der Tour zu Dehumanizer ging die Besetzung der Mob-Rules-Ära wieder auseinander, Ronnie James Dio und Vinnie Appice verließen die Band. Dafür stießen Tony Martin und der ehemalige Schlagzeuger von Rainbow und Blue Öyster Cult, Bobby Rondinelli, hinzu. Musikalisch bot das Album eine Mischung aus Heavy Metal und Power Metal mit Elementen des Stoner Rock.

## Rezeption
Das in Deutschland etablierte Heavy-Metal-Musikmagazin Rock Hard veröffentlichte 1994 in der Heftnummer 81 ein Review des Albums, worin der Wiederzugang von Tony Martin als Sänger als großes Plus bezeichnet wird. Sein Timbre würde nach Meinung des Rezensenten Frank Albrecht besser zum moderneren Sound von Sabbath passen, der zum Veröffentlichungszeitpunkt als kraftvoll interpretiert und wuchtig produziert beschrieben wird. Streckenweise seien auch Parallelen zum Seattle-Sound Anfang der Neunzigerjahre vorhanden. Im Ganzen sei das Album "grundsolide" und "routiniert", reiche aber an Werke wie "Headless Cross" und "TYR" nicht heran. "Cross Purposes" erhält 8 von 10 Punkten.
Bradley Torreano von Allmusic schrieb, Cross Purposes hätte angesichts der Besetzung, die 1970er, 80er und 90er miteinander mischte, das ultimative Black-Sabbath-Album werden können. Das Album beginne mit einigen Füllstücken, das bessere Material sei in der zweiten Hälfte zu finden. Immerhin sei es das erste Album seit Born Again, das wie ein Black-Sabbath-Album klinge. Er vergab drei von fünf Sternen.
Die Online-Plattform der Zeitschrift Guitar World nennt "Cross Purposes" als eines von "ikonischen" 50 Alben, die das Jahr 1994 definierten.

## Titelliste
Alle Stücke wurden von Tony Iommi, Tony Martin und Geezer Butler komponiert, sofern nicht anders angegeben.
1. I Witness – 4:56
2. Cross of Thorns – 4:32
3. Psychophobia – 3:15
4. Virtual Death – 5:49
5. Immaculate Deception – 4:15
6. Dying for Love – 5:53
7. Back to Eden – 3:57
8. The Hand That Rocks the Cradle – 4:30
9. Cardinal Sin – 4:21
10. Evil Eye – 5:58 (Tony Iommi, Tony Martin, Geezer Butler, Eddie Van Halen)

Bonus-Titel
1. What's the Use? – 3:03 (Bonusstück der japanischen Version)